# Алексакіс Оріон Христофорович
Оріон Христофорович Алексакіс (1899, Балаклава — 1920) — один з організаторів соціалістичного союзу молоді та комсомольської організації Севастополя.

## Біографія
Народився в 1899 році в Балаклаві. У 1917 році із золотою медаллю закінчив Севастопольську чоловічу гімназію. Ще будучи учнем, працював у марксистських гуртках міста. 11 червня 1917 року обраний головою соціалістичного союзу молоді Севастополя. У тому ж році вступив на юридичний факультет Київського університету, взяв участь у революційних подіях в Києві. У січні 1918 року повернувся до Севастополя і був обраний членом виконавчого комітету міської Ради, членом міського комітету РСДРП(б), секретарем Севастопольського ревкому. У квітні того ж року став одним з організаторів союзу молоді «III Інтернаціонал» в Севастополі.
Згодом Алексакіс працював у партійних організаціях Вятки, Владимира, Харкова. Був членом бюро Кримського обкому РКП(б). Брав участь у роботі II конгресу Комінтерну. З квітня 1919 року — політкомісар 1-ї Задніпровської дивізії Червоної Армії, в складі якої брав участь у звільненні Севастополя від англо-французьких інтервентів. У звільненому Севастополі був призначений головою військово-революційного комітету, обраний членом президії міського комітету РСДРП(б), був одним з організаторів міської комсомольської організації. У 1920 році був направлений виконкомом Комінтерну до Греції для ведення підпільної революційної роботи. Під час проходження по Чорному морю біля берегів Болгарії був пізнаний, вбитий і викинутий за борт.

## Пам'ять

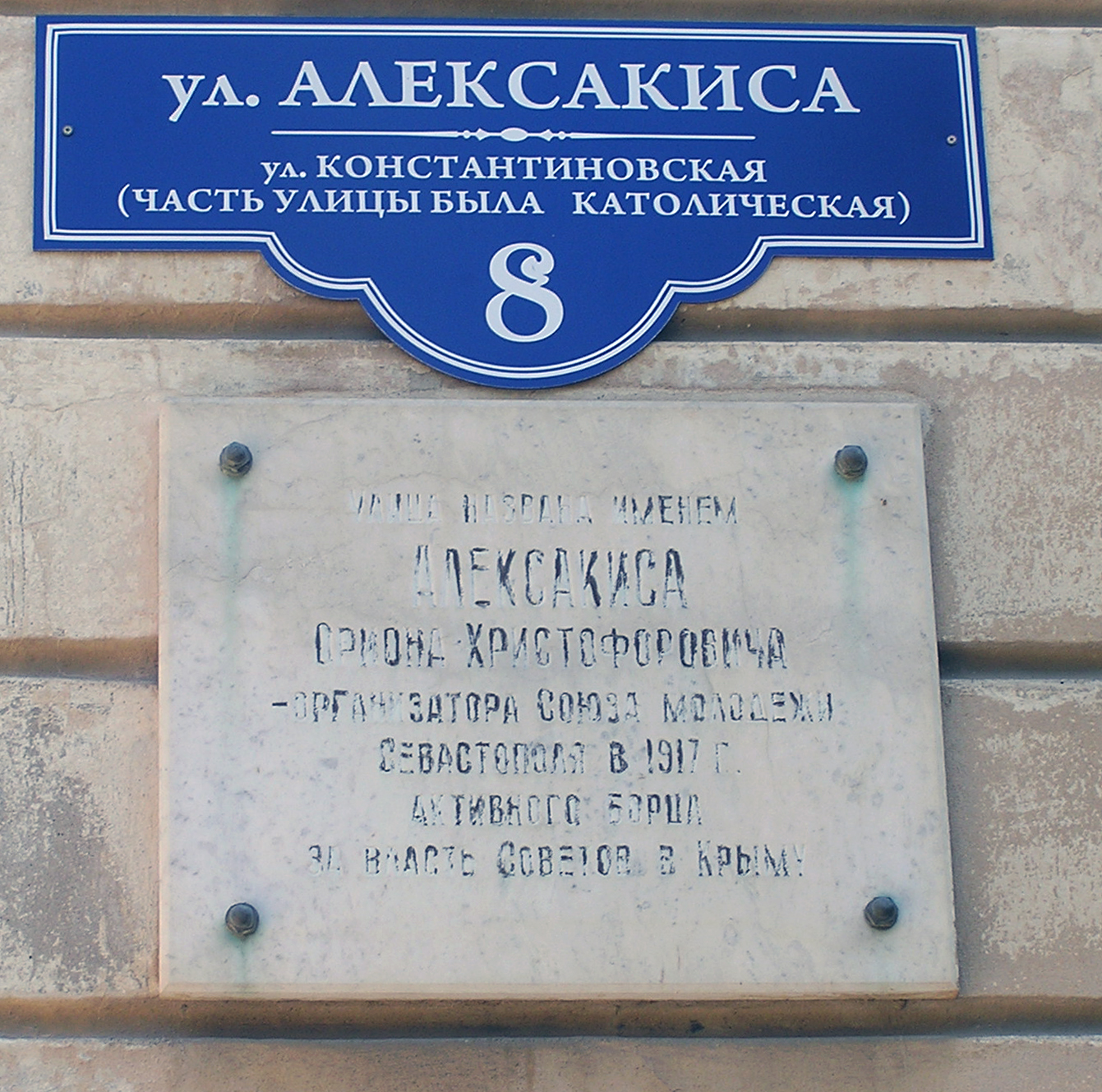
Анотаційна дошка

В 1930 руці іменем Оріона Алексакіса була названа грецька школа в Балаклаві (не збереглась).
5 березня 1938 року ім'я О. Х. Алексакіса присвоєно одній з вулиць в Ленінському районі Севастополя, де на будинку № 8 встановлено анотаційну дошку.
12 липня 1989 року в Балаклаві, на Набережній Назукіна, 7, де в будинку діда А. Хрістопуло Оріон Алексакіс провів дитячі та юнацькі роки, була встановлена меморіальна дошка (автори О. Б. Вержуцький, Н. Я. Вольфович).